# بيتر ف كوزي
بيتر ف كوزي (بالإنجليزية: Peter F. Causey) (و. 1801 – 1871 م) هو سياسي من الولايات المتحدة الأمريكية ولد في بريدجفيل.
وهو عضو في الحزب الديمقراطي الأمريكي .